# Asesinato de Timothy Brenton
El asesinato de Timothy Brenton ocurrió el 31 de octubre de 2009, en el Distrito Central de Seattle, Washington, Estados Unidos. Timothy Q. Brenton (9 de febrero de 1970-31 de octubre de 2009), un oficial del Departamento de Policía de Seattle, estaba sentado en un coche patrulla aparcado con otra oficial conversando acerca de una parada de tráfico cuando un hombre armado detuvo su vehículo junto al coche patrulla, abrió fuego contra los dos agentes, y se dio a la fuga. Brenton murió en el lugar y su compañera sufrió heridas leves. Una semana más tarde, mientras un servicio funeral público para Brenton se realizaba en el KeyArena, el presunto agresor fue detenido y herido de gravedad por disparos de agentes de policía en Tukwila.
El tiroteo se cree que fue un ataque dirigido contra agentes de policía en general, no en contra de uno u otro oficial individualmente. El sospechoso detenido en relación con el asesinato también ha sido acusado en relación con el bombardeo de vehículos de la policía de Seattle en un centro de mantenimiento de la ciudad el 22 de octubre de 2009. No hay motivo claro establecido, pero había dejado volantes que hablaban sobre brutalidad policial, y había expresado opiniones en contra de las guerras en Irak y Afganistán. Fue acusado de ser un terrorista que llevó a cabo una «guerra de un solo hombre» contra la policía por las autoridades.

## Víctimas
Un oficial del Departamento de Policía de Seattle (SPD) murió y otra resultó herida. Ellos eran:
- Oficial de entrenamiento de campo Timothy Brenton, de 39 años, de Marysville, nueve años con el SPD, muerto en el ataque;
- Oficial en entrenamiento Britt Sweeney, de 33 años, de Seattle, un mes con el SPD, herida en el ataque.

## Incidente
En la noche del 31 de octubre de 2009, aproximadamente a las 10:00 p. m. hora del Pacífico (UTC-8), Brenton y su compañera, la oficial en entrenamiento Britt Sweeney, estaban sentados en su coche patrulla después de una parada de tráfico en 29th Avenue South y East Yesler Way en el Distrito Central. Sweeney estaba sentada en el asiento del conductor y Brenton en el asiento del pasajero. A medida que fueron examinando la parada de tráfico que acababan de realizar, un vehículo se detuvo junto a su coche de policía y alguien dentro abrió fuego con un rifle. Sweeney se agachó, y una bala rozó la parte superior de su cabeza y su espalda. Brenton, por su parte, fue mortalmente herido en el ataque. El vehículo del sospechoso retrocedió, dio la vuelta y huyó de la escena en la dirección de la que había llegado. A medida que el vehículo estaba huyendo de la escena, Sweeney logró pedir ayuda, salir del coche patrulla, y devolver el fuego.
El jefe de policía de Seattle calificó el ataque como un asesinato, así como un acto de terrorismo doméstico. Varios días después del tiroteo, un vehículo sospechoso fue identificado como habiendo sido visto en las cámaras del tablero de instrumentos de otros vehículos de la policía en la zona de los disparos.
Un servicio funeral público se llevó a cabo para Brenton el 6 de noviembre. El funeral se inició con una procesión de vehículos policiales y de bomberos de la Universidad de Washington al KeyArena, donde se realizó un acto público. A medida que la ceremonia estaba concluyendo, los oficiales con los departamentos de policía de Seattle y Tukwila y la Oficina del Sheriff del Condado de King se enfrentaron a Christopher Monfort, de 41 años de edad, propietario de un vehículo que coincidía con la descripción del vehículo sospechoso, en el estacionamiento de un complejo de apartamentos de Tukwila. Monfort blandió una pistola y trató de huir a su apartamento. Cuando blandía el arma de nuevo, los agentes perseguidores abrieron fuego, hiriéndolo de gravedad. Monfort fue llevado al Centro Médico Harborview y su familia ha declarado que está paralizado de la cintura para abajo.

## Perpetrador
En el momento de los incidentes, Monfort no tenía antecedentes penales en Washington, y se había graduado de la Universidad de Washington y estudió aplicación de la ley.
La policía afirma que al entrar en el apartamento de Monfort, hallaron tres fusiles, una escopeta, explosivos caseros, armas trampa y una barricada de neumáticos. Los investigadores también afirman haber emparejado balística entre un rifle encontrado en el apartamento de Monfort y las balas que se usaron en el ataque a Brenton y Sweeney. También encontraron pruebas que relacionan a Monfort con el bombardeo de varios vehículos de la policía en un centro de mantenimiento de la ciudad de Seattle el 22 de octubre de 2009, en el que los fiscales afirman que estaba planeando matar a agentes de policía. La policía también afirma que el ADN de Monfort coincide con el hallado en las banderas encontradas de la escena del bombardeo y de la escena del crimen.
Los fiscales del condado de King imputaron a Monfort por homicidio agravado en primer grado e intento de asesinato en primer grado en relación con los disparos contra Brenton y Sweeney. También está acusado de incendio premeditado e intento de asesinato en primer grado en relación con el bombardeo en las instalaciones de mantenimiento de la ciudad, y otro cargo de intento de asesinato en primer grado por intentar disparar a un detective que lo perseguía.
En 2015, Monfort fue condenado por asesinato, dos cargos de intento de asesinato y un cargo de un incendio provocado por un jurado del Condado de King. Ha sido condenado a cadena perpetua.